# Литовская академия музыки и театра
Литовская академия музыки и театра (лит. Lietuvos muzikos ir teatro akademija) — высшее музыкальное и театральное учебное заведение Литвы.

## История
Первая консерватория в Литве была учреждена в Каунасе в 1933 году в результате реорганизации музыкальной школы, основанной в 1919 году композитором Юозасом Науялисом.
Руководителями Каунасской консерватории на протяжении десятилетия были попеременно Юозас Груодис и Казимерас Викторас Банайтис.
В 1943 году в связи с приближением фронта военных действий консерватория была закрыта. В 1944 году работа Каунасской консерватории была возобновлена, а в 1945 году в Вильнюсе была основана Вильнюсская консерватория, не имевшая преемственности к польской Виленской консерватории, действовавшей в городе до Второй мировой войны. В 1949 году два этих учебных заведения были объединены в Литовскую государственную консерваторию, работающую в Вильнюсе. В 1952 году в консерватории открылось актёрское отделение. В 1989 году было открыто отделение в Каунасе. В 1992 году консерватория была переименована в Литовскую академию музыки, а в 2004 году получила нынешнее название.
По состоянию на 1 января 2005 года в академии насчитывалось 1167 студентов и 274 преподавателя.

## Известные выпускники и преподаватели
- Казимерас Викторас Банайтис
- Багдонас, Валентинас
- Альгирдас Будрис
- Эдуардас Гутаускас[2]
- Юозас Киселюс
- Тейсутис Макачинас
- Саулюс Сондецкис
- Виолета Урмана
- Ингеборга Дапкунайте
- Витаутас Ландсбергис
- Северия Янушаускайте
- Джеймс Тратас